# Urs Zimmermann
Urs Zimmermann (Mühledorf, 29 novembre 1959) è un ex ciclista su strada e pistard svizzero.
Professionista dal 1983 al 1992, in carriera vinse diverse corse a tappe, tra cui il Tour de Suisse nel 1984. Si classificò inoltre al terzo posto al Tour de France 1986 e al Giro d'Italia 1988. Nel 1982 fu medaglia d'argento ai mondiali nella cronometro a squadre.

## Carriera
Esordì da professionista nel 1983 alla Cilo-Aufina, con la quale corse anche l'anno successivo. Dal 1985 al 1989 invece corse per la Carrera Jeans, ottenendo nel solo 1986 tre importanti successi come il Critérium du Dauphiné Libéré, il Critérium International e il Campionato svizzero su strada. Concluse la propria carriera nel 1992 presso il Motorola Cycling Team.
Nel 1996 terminò al sesto posto la Sei giorni di Colonia, in coppia con il belga Matthew Gilmore.

## Palmarès
- 1981 (dilettanti)

Hegiberg-Rundfahrt
- 1984 (Cilo, due vittorie)

Grabs-Voralp (in salita)
Classifica generale Tour de Suisse
- 1986 (Carrera Jeans, cinque vittorie)

Campionati svizzeri, Prova in linea
2ª tappa, 1ª semitappa Critérium International (Caussols)
Classifica generale Critérium International
Classifica generale Critérium du Dauphiné Libéré
Giro del Lazio
- 1988 (Carrera Jeans, quattro vittorie)

1ª prova Trofeo dello Scalatore
1ª tappa Giro del Trentino (Arco)
Classifica generale Giro del Trentino
4ª tappa, 2ª semitappa Tour de Romandie (Monthey > La Tzoumaz)

## Piazzamenti

### Grandi Giri
- Giro d'Italia

1985: 50º
1988: 3º
1989: 6º
1990: ritirato (16ª tappa)
1992: 44º
- Tour de France

1984: 58º
1986: 3º
1987: ritirato (21ª tappa)
1988: ritirato (15ª tappa)
1989: non partito (17ª tappa)
1991: 116º

### Classiche monumento
- Milano-Sanremo

1986: 31º
1987: 142º
- Liegi-Bastogne-Liegi

1987: 47º
1989: 69º
1990: 96º
- Giro di Lombardia

1989: 28º

### Competizioni mondiali
- Campionati del mondo

Goodwood 1982 - Cronometro a squadre: 2º
Giavera del Montello 1985 - In linea: 44º
Colorado Springs 1986 - In linea: 61º
Ronse 1988 - In linea: ritirato
Chambéry 1989 - In linea: ritirato